# Donato Di Marzo
Donato Tommaso Vincenzo Francesco Di Marzo (Tufo, 7 agosto 1840 – Napoli, 9 febbraio 1911) è stato un avvocato e politico italiano.

## Biografia
Laureato a Napoli stabilisce la sua residenza ad Avellino, dove esercita la professione forense e contemporaneamente si dedica alla vita politica e amministrativa. Forte del consenso popolare conquistato dall'attività professionistica viene eletto consigliere provinciale e nominato membro della deputazione provinciale, e fa inoltre parte del consiglio sanitario provinciale e del locale comizio agrario, di cui è stato anche presidente. Viene eletto deputato per cinque legislature nel primo collegio cittadino e alla Camera è stato un fedele sostenitore di Giuseppe Zanardelli. Deciso a ritirarsi dalla vita politica, ormai in avanti con gli anni, al termine della quinta legislatura si congeda dai suoi elettori con una lettera datata 10 maggio 1895; "La soddisfazione morale, che io mi ho è quella di potervi restituire immacolato il mandato.Vi lascio senza rancori e senza rimorsi, con la fiducia nell'animo di sapere sempre più salda la grandezza della nostra Italia, di veder voi sempre più concordi nel pensiero del bene comune". L'anno successivo viene tuttavia nominato senatore a vita come deputato dopo tre legislature o sei anni di esercizio ed anche su richiesta dei suoi concittadini prende a cuore l'incarico partecipando attivamente ai lavori del Senato.